# Biljača
Biljača är en ort i Bosnien och Hercegovina.   Den ligger i entiteten Republika Srpska, i den östra delen av landet, 90 kilometer öster om huvudstaden Sarajevo. Biljača ligger 221 meter över havet och antalet invånare är 324.
Terrängen runt Biljača är huvudsakligen kuperad. Biljača ligger nere i en dal. Närmaste större samhälle är Bratunac, 6,1 kilometer nordväst om Biljača. 
Omgivningarna runt Biljača är en mosaik av jordbruksmark och naturlig växtlighet. Runt Biljača är det ganska tätbefolkat, med 83 invånare per kvadratkilometer.